# Sandjak de Zor
1870 – 1917
Entités précédentes :
- Vilayet d'Alep

Entités suivantes :
- Gouvernorat de Deir ez-Zor

Le sandjak de Zor (en turc : Zor sancağı) ou moutassarifat de Zor (en turc : Zor mutasarrifligi, en arabe : متصرفية الزور) ou sandjak de Deir ez-Zor est une ancienne division administrative (sandjak) de l'Empire ottoman créée en 1857 (en 1854, selon d'autres sources) avec pour chef-lieu la ville de Deir ez-Zor. Au lendemain de la Première Guerre mondiale au Proche-Orient, il est disputé entre les nationalistes arabes hachémites, le mandat britannique de Mésopotamie et le mandat français en Syrie et au Liban, et finalement rattaché à ce dernier en 1923. Ces territoires se situent dans l'est de la Syrie actuelle.
Dans les documents ottomans, le nom de Zor désigne habituellement le district et celui de Deir son chef-lieu.

## Histoire

### Époque médiévale
À l'époque médiévale, la plupart des villes de Syrie du Nord sont dévastées par les invasions mongoles durant la seconde moitié du XIIIe siècle, puis par les raids des Bédouins qui se succèdent aux XIVe et XVe siècles. Les sites de Raqqa et de Palmyre sont abandonnés pour plusieurs siècles.

### Sous l'Empire ottoman
Après le sultanat mamelouk d'Égypte qui domine la région jusqu'en 1516, l'Empire ottoman qui s'en empare se soucie peu cette région périphérique ; les voies commerciales se déplacent vers la Syrie centrale et le littoral. Ce n'est qu'après l'occupation égyptienne en 1831 puis la reconquête ottomane en 1841 que la Sublime Porte entreprend de développer les confins syro-mésopotamiens. Selon Jean Lou Castonguay Dionne, c'est en 1854 que le sandjak de Zor est créé, dans le cadre des réformes administratives entreprises par l'Empire ottoman, tandis que l'Encyclopædia Britannica évoque la date de création du nouveau sandjak en 1857. Raqqa, dans la province éponyme, se repeuple à partir de 1860, de même que Palmyre.

### Statut et organisation du sandjak

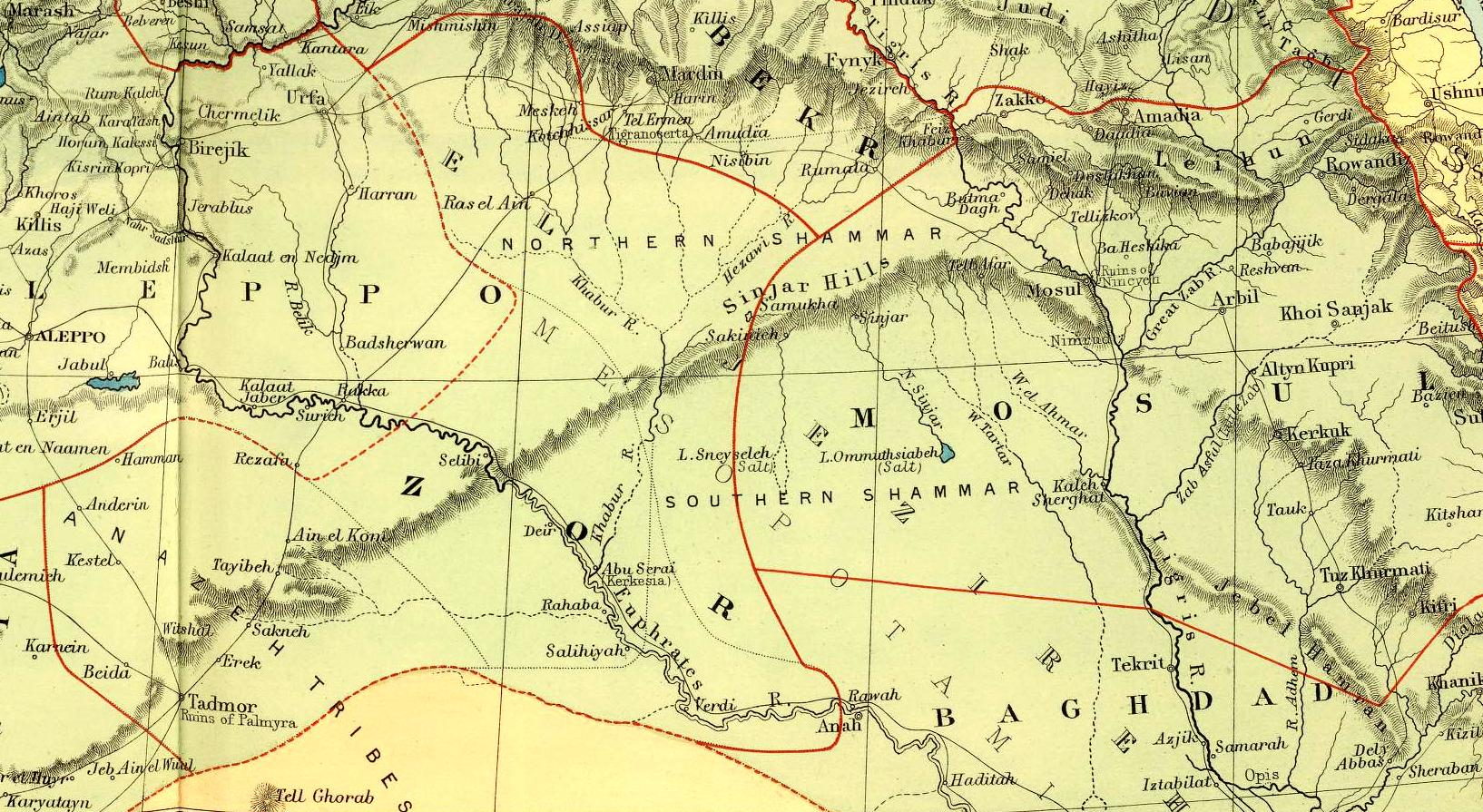
Le sandjak de Zor, carte d'Edward Stanford, 1901.

En 1864 et 1865, le sandjak est muni de garnisons à Deir ez-Zor et à Raqqa. Graduellement, Deir ez-Zor devient un pôle administratif. La politique de contrôle étatique ottomane demeure cependant incomplète : son autorité est affaiblie par les fréquents conflits entre tribus.
En 1870, le gouverneur ottoman Arslan Pacha promeut le caza (canton) de Zor en sandjak (district) puis, la même année, comme sa vaste étendue le rend difficile à administrer, le sandjak devient un moutassarifat dépendant directement de la Sublime Porte. Hussein Rachid Pacha al-Mudarres, gouverneur de 1877 à 1881, pacifie les Bédouins `Anizzah en distribuant des grades militaires à leurs chefs, aménage et embellit le centre urbain mais doit faire face, en 1879, à une révolte des Chammar. L'administration ottomane doit arbitrer les litiges entre les semi-nomades pacifiques de la vallée et les Bédouins chameliers, non agriculteurs, qui détiennent la plus grande partie des terres. En 1888, le télégraphe relie Zor à Constantinople.
Sous le règne d'Abdülhamid II, Ibrahim Pacha al-Millî, chef de la tribu kurde Millî et général de la cavalerie tribale des Hamidiés, établit une domination de fait sur les confins syro-mésopotamiens : il réprime les pillages des nomades Chammar mais rançonne les habitants et les commerçants. En 1905, une coalition de notables d'Alep, Deir ez-Zor et Diyarbakır, liée au parti des Jeunes-Turcs, se constitue pour demander son renvoi : Ibrahim Pacha est finalement tué en 1908 à la faveur du soulèvement militaire jeune-turc contre Abdülhamid.

### Première guerre mondiale et ses conséquences
Le sandjak est peu touché par la Première Guerre mondiale au Moyen-Orient où les habitants se dérobent à la conscription ottomane mais, après l'évacuation de l'Irak par la 6e armée ottomane, à l'issue de la campagne de Mésopotomie, l'armée britannique occupe Deir ez-Zor en décembre 1918 et confie le pouvoir à deux frères du clan al-Dendal qui se rendent rapidement impopulaires. L'émir hachémite Fayçal ibn Hussein refuse le partage du Moyen-Orient entre Français et Britanniques prévu par les accords Sykes-Picot et charge Ramadan al-Shallash, officier issu d'un clan arabe de Zor, d'organiser la résistance aux Britanniques dans cette région. Après deux ans d'occupation, les Britanniques se retirent mais ce sont les Français qui, ayant mis fin au Royaume arabe de Syrie et contraint Fayçal à l'exil qui occupent désormais Deir ez-Zor à la fin de 1921. La frontière entre le mandat français en Syrie et au Liban et le mandat britannique en Mésopotamie est fixée en 1923 entre Boukamal et Al-Qaïm,.

### Mandat français
Sous le mandat français qui débute officiellement en 1922, le sandjak de Zor est rattaché à l’État de Syrie qui regroupe une partie des anciens vilayet ottomans de Damas et d’Alep. Pendant la grande révolte syrienne de 1925-1927, l'administration française récompense les chefs tribaux restés loyaux en leur distribuant des terres vacantes. En même temps, elle favorise l'implantation en haute Djézireh de villageois kurdes et chrétiens chassés de Turquie. Le nombre de villages kurdes passe de 45 avant 1927 à plus de 700 en 1941 ; la province compte alors 141 930 habitants dont 57 999 Kurdes, 34 945 chrétiens et 48 749 Arabes. Les Kurdes deviennent majoritaires au nord de la province, en haute Djézireh, alors que les Arabes dominent au sud, en basse Djézireh. De nombreux litiges fonciers opposent les nomades aux sédentaires, les Arabes aux Kurdes et les tribus entre elles.
En 1928, les Kurdes se fédèrent dans le Comité Khoybûn présidé par Sureya Bedr Khan. Une note de l'administration française indique que : « à l'heure actuelle, tous les chefs kurdes du sandjak de Deir ez-Zor, aussi bien ceux qui se sont établis depuis longtemps en Haute Djazira que ceux qui y ont cherché refuge postérieurement au mouvement de 1925, reconnaissent le Comité Khoyboun et suivent ses directives ». En général, les sédentaires chrétiens et kurdes sont plutôt favorables à l'autorité française alors que les Arabes nomades y sont opposés ; cependant, chaque camp a ses divisions internes. Les paysans kurdes supportent mal la domination économique des chrétiens, mieux implantés dans les réseaux administratifs et commerciaux, et, en 1939, les journaliers kurdes vont briser les machines agricoles des propriétaires chrétiens qui suppriment des emplois.

Images du sandjak de Zor
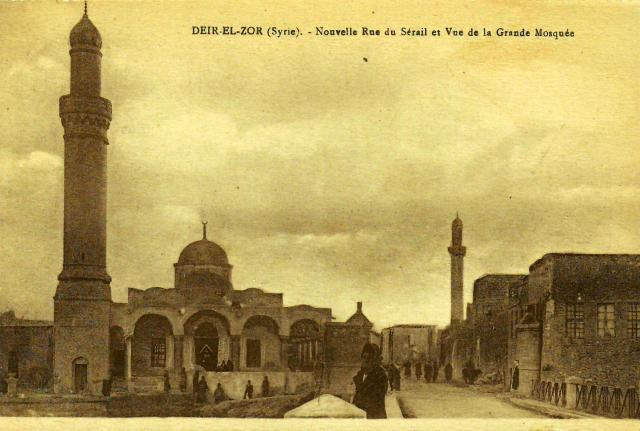
Deir ez-Zor, carte postale de 1925.
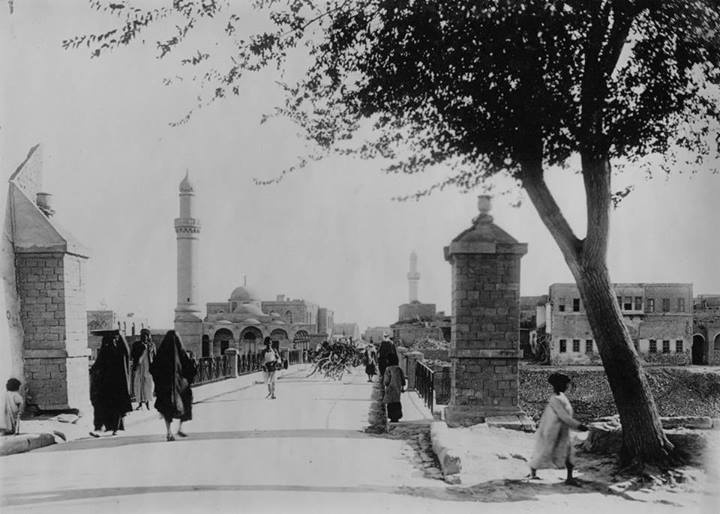
Le pont suspendu de Deir ez-Zor vers 1935.
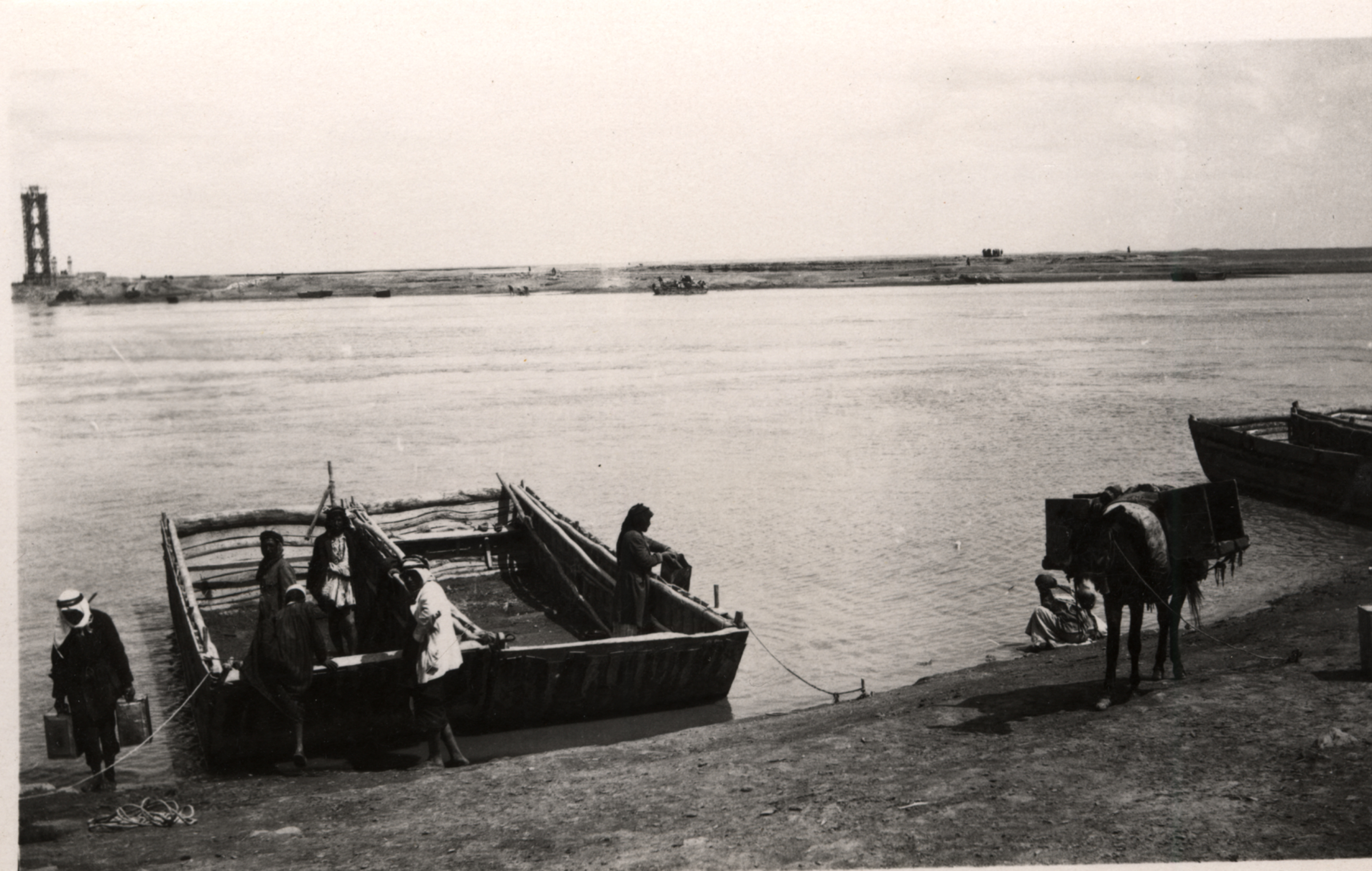
L'Euphrate près de Deir ez-Zor, v. 1910-1920.
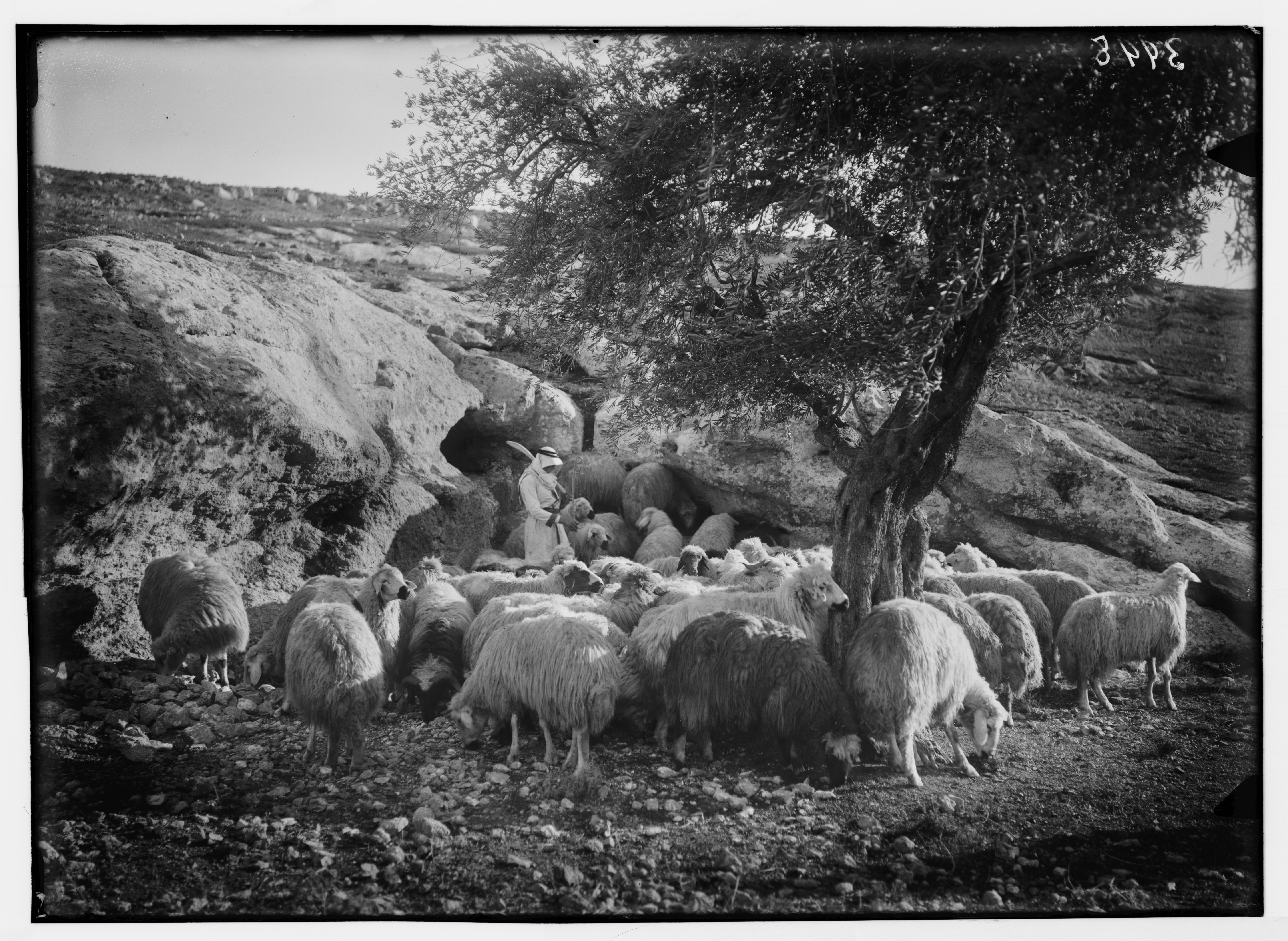
Un berger avec un troupeau de moutons et des oliviers près de Ras al-Aïn en 1920.

## Géographie

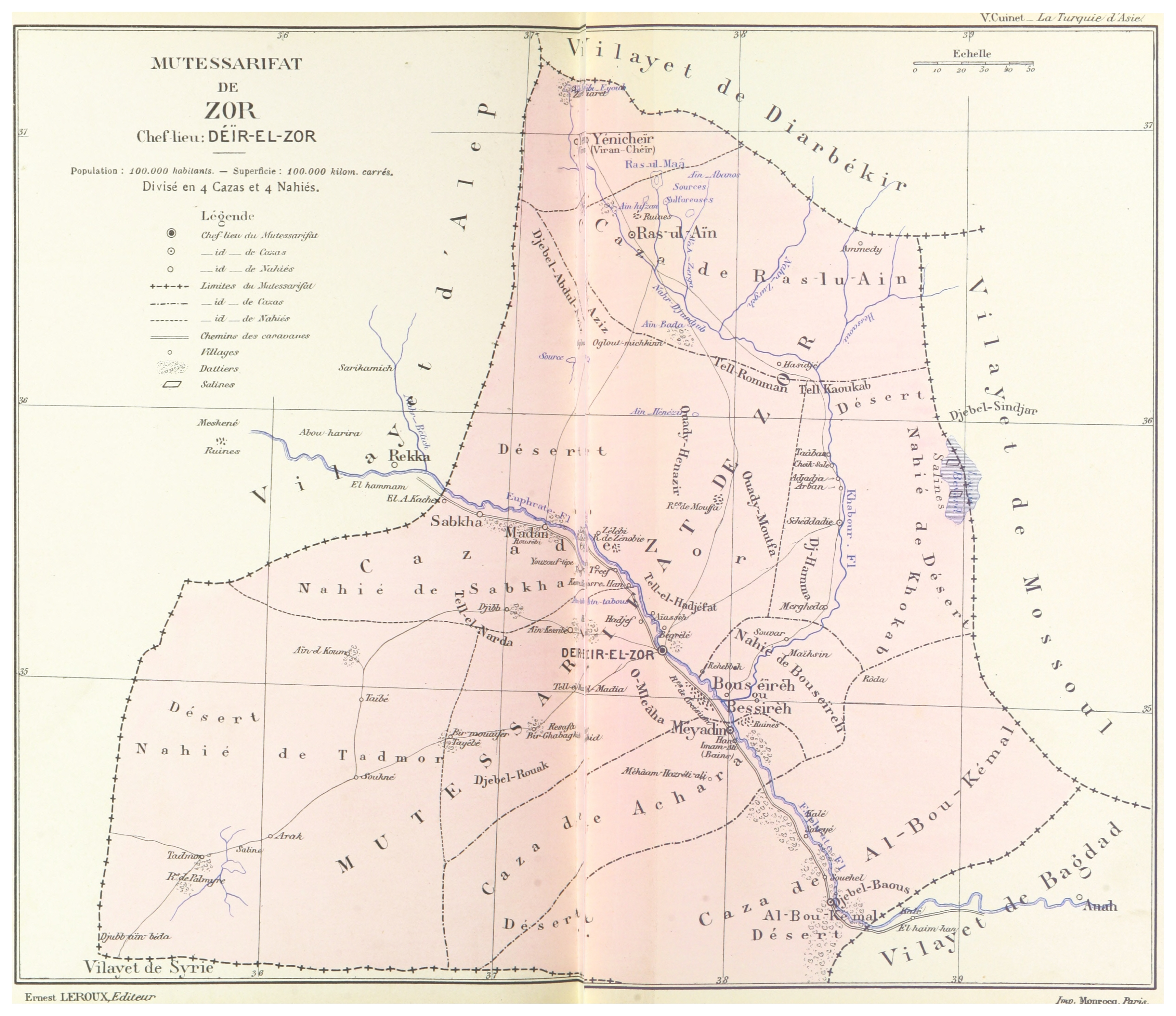
Le Mutessarifat de Zor, carte de Vital Cuinet, 1892.

Le sandjak s'étend sur Raqqa, Palmyre, la Haute Djézireh (Hassaké), et confine, à l'est, au vilayet de Mossoul et au district d'Anah dépendant du vilayet de Bagdad, au nord-ouest au district de Meskené, dépendant du vilayet d'Alep. Il appartient pour la plus grande partie à la steppe du désert syrien avec quelques petites forêts de tamariniers, peupliers et mûriers le long de l'Euphrate entre Ma'adan (en) et Boukamal ; le palmiers dattiers commence à pousser en aval de Deir ez-Zor. La vallée de l'Euphrate atteint sa plus grande largeur (environ 12 km) à Deir ez-Zor, à la jonction des pistes caravanières venant de Damas par Homs et Palmyre d'une part, reliant Diyarbakır et Alep à l'Irak d'autre part. À la fin de l'Empire ottoman, le passage des caravanes est estimé à 4 500 mulets par an, chacun portant entre 137 et 170 kg de marchandises, plus les troupeaux de moutons venus de Mossoul et destinés au marché égyptien.
Aux environs de 1900, le sandjak a une superficie d'environ 100 000 km2. Le géographe Vital Cuinet estime sa population à 100 000 habitants dont 20 000 dans la ville de Deir, plus un grand nombre de nomades que les recensements ottomans ne prennent pas entièrement en compte. Les minorités religieuses, peu nombreuses, ne sont présentes que dans la ville de Deir : 200 chiites, 400 arméniens catholiques, 600 syriaques catholiques, 200 chrétiens non catholiques, 50 juifs.
En 1927, lors du premier recensement français, le cercle de Deir ez-Zor compte 131 800 habitants ; ils sont astreints à payer l'impôt. Les principales tribus du désert syrien sont les Chammar, Ruwallah et `Anizzah ; ces derniers sont réputés pour leur élevage de chevaux arabes. Plusieurs tribus ou fractions de moindre importance sont désignées comme « tribus de Deir ez-Zor » : Baggara (en), Joubour (en) du Khabour et Oqeidat.
Sous le mandat français, un pont suspendu est construit sur l'Euphrate à Deir ez-Zor, reliant le sandjak à la Djézireh de Syrie.

## Subdivisions
Le sandjak se divise en 4 cazas :
- Caza de Deir
- Caza de Ras al-Aïn
- Caza d'Al-Asharah
- Caza de Boukamal

### Sources et bibliographie

#### Ouvrages
- André Parrot, Mari, une ville perdue, Paris, Je Sers, 1936, 249 p. (OCLC 24995952). .
- Louis Massignon, Annuaire du monde musulman : statistique historique, social et économique. 1954, Presses universitaires de France, 1955 (OCLC 49142262). .
- (en) Eliezer Tauber, « The Struggle for Dayr al-Zur: The Determination of Borders between Syria and Iraq », International Journal of Middle East Studies, Cambridge University Press, vol. 23, no 3,‎ août 1991, p. 361-385 (DOI 10.1017/S0020743800056348).
- Anne-Marie Bianquis et Jean-Claude David, « Réseaux et territoires urbains en Syrie », L'information géographique, vol. 60, no 3,‎ 1996, p.89-102 (DOI 10.3406/ingeo.1996.6990, lire en ligne). .
- Vahé Tachjian, La France en Cilicie et en Haute-Mésopotamie : aux confins de la Turquie, de la Syrie et de l'Irak (1919-1933), Karthala, 2004, 465 p. (ISBN 978-2-84586-441-2, présentation en ligne). .
- Myriam Ababsa, Raqqa, territoires et pratiques sociales d'une ville syrienne, Presse de l'IFPO, 2009, 363 p. (ISBN 978-2-35159-262-5, présentation en ligne). .
- Jordi Tejel Gorgas, « Un territoire de marge en haute Djézireh syrienne (1921-1940) », Études rurales, vol. 2, no 186,‎ 2010, p. 61-76 (DOI 10.4000/etudesrurales.9232, lire en ligne). .
- Jean-Claude David et Thierry Boissière, Alep et ses territoires : Fabrique et politique d’une ville (1868-2011), presses de l'IFPO, 2014, 590 p. (ISBN 978-2-35159-527-5, présentation en ligne). .
- (en) Ian Rutledge, Enemy on the Euphrates : the British Occupation of Iraq and the Great Arab Revolt 1914-1921, New York, Saqi, 2015, 512 p. (ISBN 978-0-86356-767-4, présentation en ligne). .
- Jean Lou Castonguay Dionne, Contrôle étatique en Syrie ottomane durant l'ère des Tanzimat : les réformes administratives dans la région du Moyen Euphrate (mémoire de maîtrise en histoire), Université du Québec à Montréal, 2015, 101 p. (lire en ligne [PDF]). .

#### Articles
- Jean-Baptiste Baillière, « Le réseau urbain syrien à travers l'Histoire », L'Information géographique, vol. 60-61,‎ 1996, p. 90.
- Étienne de Vaumas, « Le peuplement de la Djézireh », Annales de géographie, t. 65, no 347,‎ 1956, p. 70-72 (lire en ligne).